# Libro penitenziale

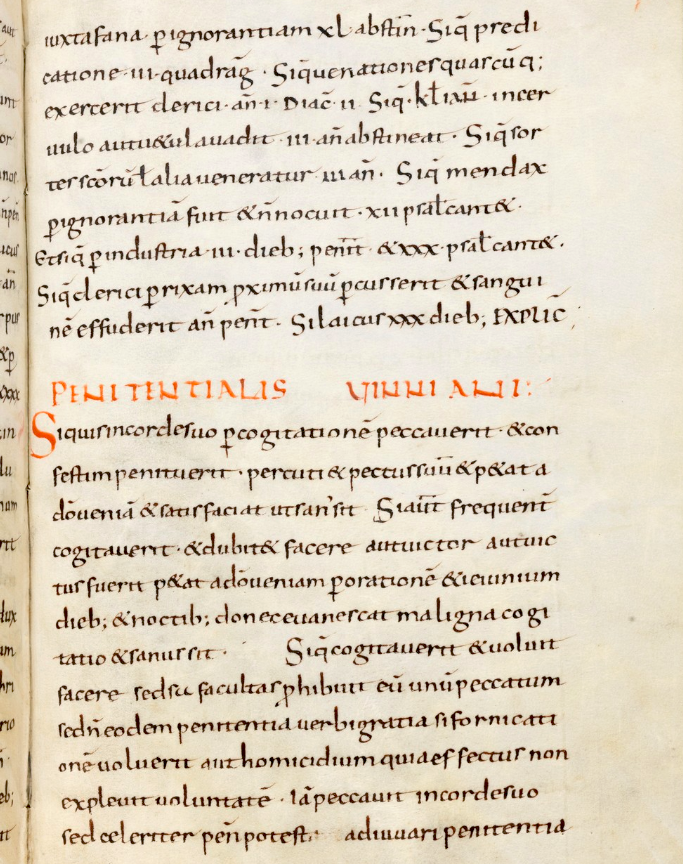
Prima pagina del "Penitenziale di Finnian" del VI secolo

Un libro penitenziale è un libro o un insieme di regole della Chiesa cristiana riguardanti il sacramento della penitenza in uso in particolare durante il Medioevo. Sviluppato per la prima volta dai monaci irlandesi nel VI secolo d.C. consisteva in un elenco dei peccati associati alle opportune penitenze prescritte per loro. Utilizzati prevalentemente per evitare disuguaglianze nei trattamenti servivano anche come manuale per i confessori. Iniziarono ad essere utilizzati quando il tradizionale metodo di espiazione dei peccati utilizzato nell'età antica del cristianesimo, ovvero la confessione pubblica e irripetibile, andò in disuso per la difficoltà di applicazione e la rigidità. Agli inizi del XI secolo il vescovo Burcardo di Worms fu l'autore di un penitenziale, chiamato Corrector, che ebbe una grande diffusione e servì da base per i successivi.